# ナビット (企業)
株式会社ナビット（ナビット、navit Co.,Ltd）は、東京都千代田区に本社を持つ、コンテンツプロバイダーである。

## 概要
1997年に代表取締役の福井泰代が、「地下鉄のりかえ便利マップ」を株式会社日本能率協会の手帳に採用されたのを機に有限会社アイデアママを設立。
2001年に株式会社アイデアママから交通コンテンツ関連事業を譲り受け、コンテンツの企画・制作・販売を目的に株式会社ナビットを設立	
「交通」と「地域」をマンナビゲーションで展開、インターネット/モバイルと主婦のマンパワーを活用したビジネスを活用し、コンテンツ作成を展開している。
全国の官公庁、市区町、財団協会の助成金・補助金情報配信サービス「助成金なう」の提供。
全国の登録しているsohoワーカーと内職専用の紹介サイト「sohos-style」を自社で開発、運営を行っている。	

## 沿革
- 1997年2月	「地下鉄のりかえ便利マップ」が株式会社日本能率協会の手帳に採用されたのを機に有限会社アイデアママを設立。
- 1998年2月	「地下鉄のりかえ便利マップ」が帝都高速度交通営団で採用。駅構内に掲示。
- 1998年2月	「地下鉄のりかえ便利マップ」が東京都交通局大江戸線に採用。駅構内に掲示。小冊子・社内額面ポスター作成、及びWebの開発を開始。
- 2000年2月	有限会社アイデアママから株式会社アイデアママへ組織変更。
- 東洋経済「ベンチャークラブ」「日本のネットベンチャー101」26番目に選ばれる。
- 代表福井が日経ウーマン「Woman of the Year」ネット部門、リーダー部門共に9位入賞。
- 2001年1月	株式会社アイデアママから交通コンテンツ関連事業を譲り受け、コンテンツの企画・制作・販売を目的に、東京都世田谷区に株式会社ナビットを設立。
- 2002年2月	東京都創造法認定企業に認定される。
- 2003年6月	地域特派員サービスを開始し、入力作業代行業務・調査を請け負う調査員の募集を開始する。
- 2004年9月	世田谷区経堂から、千代田区神田神保町へ事務所を移転する。
- 2006年4月	スーパーチラシ特売情報提供サイト「毎日特売」がSoftbankとauの公式コンテンツとして、正式にスタートする。
- 2006年12月	内職専用の紹介サイト「sohos-style」をオープンする。
- 2006年12月	「毎日特売」がヤフープレミアムとJ:COMに採用され、サービスがスタートする。
- 2007年3月	「毎日特売」がdocomoの公式コンテンツとして、正式にスタートする。
- 2007年9月	「sohos-style　法人版」を立ち上げる。
- 2008年9月	大阪支社を設立する。
- 2009年8月 経済産業省主催　第3回「キッズデザイン博2009」にて当社「のりかえ便利マップ」が「金賞（経済産業大臣賞）」を受賞する。
- 2010年6月	テレコムサービス株式会社との合弁会社「株式会社ナビットモバイル」を設立する。
- 2011年12月	全国の登録しているsohoワーカーと内職専用の紹介サイト「sohos-style」をリニューアルオープンする。
- 2012年4月	「毎日特売」スマートフォン版がau公式メニューに追加され、スタートする。
- 2013年4月	全国の官公庁の入札情報を毎日提供するASPサービス「入札なう」をスタート
- 2013年5月	東京都の経営革新法の認定事業に「入札なう」が選ばれる
- 2014年5月	国土交通省交通審議会に代表 福井泰代が専門委員として参加しました。
- 2015年1月	全国の助成金・補助金の情報を網羅した助成金なうサービスがスタート。
- 2015年6月	千代田区神田神保町から、千代田区九段下へ事務所を移転する。
- 2015年11月	「路線図いる？」で私鉄路線図のオンライン販売がスタートいたしました。
- 2015年11月	書籍「おにぎりからダムまで20兆円の入札ビジネス」の販売が全国の書店にて開始されました。
- 2016年3月	「FAX番号リスト送信サービス」を開始いたしました。
- 2016年4月	最強のアタックリスト「アタックナンバー1」のサービスをスタートいたしました。
- 2016年5月	整備の味方「住所マン参上！」日本初！平成の大合併対応の住所クレンジングサービスがスタートいたしました。
- 2016年6月	新コンテンツ「恋するソングマップ・旅するソングマップ」をリリースいたしました。
- 2016年7月	鉄道路線図多言語（13カ国対応）版の販売を開始いたしました。
- 2016年7月	新コンテンツ「聖地巡礼！旅するコミックマップ」をリリースいたしました。
- 2016年9月	新コンテンツ「感動再来！旅する映画・ドラママップ（国内編）」をリリースいたしました。
- 2016年10月	「『QR翻訳シール』看板にシールを貼るだけで13言語に！多言語化サービス」を開始いたしました。
- 2017年5月	サイボウズ株式会社『kintone』と「法人電話帳」の連携を開始しました。
- 2017年8月	サイボウズ株式会社『kintone』と「アタックNo1」の連携を開始しました。
- 2017年9月	サイボウズ株式会社『kintone』と「オープン君＆てったいちゃん」の連携を開始しました。
- 2017年9月	「法人番号検索」を開始しました。
- 2017年10月	ソフトブレーン株式会社eセールスマネージャーRemix Cloudと「アタックNo.1」の連携を開始しました。
- 2017年12月	ソフトブレーン株式会社eセールスマネージャーRemix Cloudと「オープン君＆てったいちゃん」の連携を開始しました。
- 2017年12月	資本金209百万円に増資する。
- 2018年1月	「問い合わせにょーる」を開始しました。
- 2018年2月	「保健所データ」を開始しました。
- 2018年5月	「助成金診断OEMプラン」を開始しました。
- 2018年6月	「ニーズ検索」を開始しました。
- 2018年9月	「理美容データベース」を開始しました。
- 2018年10月	「飲食店データベース」を開始しました。
- 2018年10月	「ホテル旅館・宿泊施設データベース」を開始しました。
- 2018年11月	助成金を使いたいお客様と、商材を売りたい企業をマッチングするサービスを開始しました。
- 2018年11月	「コンビニデータベース」を開始しました。
- 2018年12月	「士業データベース」を開始しました。
- 2019年1月	「上場企業データベース」を開始しました。
- 2019年2月	空き家情報サイト「空き家なう」を開始しました。
- 2019年5月	「チェーン店（学習塾71／ガソリンスタンド33チェーン）データベース」を開始しました。
- 2019年6月	「チェーン店（アパレル81・SCモールアウトレット29チェーン）データベース」を開始しました。
- 2019年7月	「チェーン店（クリーニング店113・コインランドリー25チェーン）データベース」を開始しました。
- 2019年7月	「チェーン店（レンタカー17・コインパーキング80チェーン）データベース」を開始しました。
- 2019年7月	Googleマップに駅データベースとバスデータベースの本格的な掲載を開始しました。
- 2019年8月	「チェーン店（メガネ60・コンタクトレンズ11チェーン）データベース」を開始しました。
- 2019年9月	「チェーン店（カメラ5・写真館3・証明写真機4チェーン）データベース」を開始しました。
- 2019年10月	空き家見廻りサービス「空き家見廻り隊」を開始しました。
- 2019年10月	「チェーン店（カラオケ31・ネットカフェ19・ゲームセンター17チェーン）データベース」を開始しました。
- 2019年11月	「チェーン店（ドラッグストア91チェーン）データベース」を開始しました。
- 2019年11月	「なよせっち」を開始しました。
- 2019年12月	「DB チェーン店（家電量販店14チェーン、PCショップ10チェーン）データベース」を開始しました。
- 2020年1月	「チェーン店（アウトドア／スポーツ用品店9チェーン、ゴルフ用品店6チェーン、釣り具店4チェーン）データベース」を開始しました。
- 2020年2月	「チェーン店（語学スクール11チェーン、幼児教室18チェーン）データベース」を開始しました。
- 2020年3月	「チェーン店（銀行／信用金庫118チェーン、郵便局1チェーン）データベース」を開始しました。
- 2020年7月	「系列会社データベース（全国33,000件）」を開始しました。
- 2020年8月	「1,000人メール送信」を開始しました。

## 代表的な実績・コンテンツ
- 経済産業省主催　第3回「キッズデザイン博2009」にて当社「のりかえ便利マップ」が「金賞（経済産業大臣賞）」を受賞
- 全国チェーン店リスト	全国展開のチェーン店555ブランドのリスト
- 法人番号検索	法人番号の検索と顧客属性付与
- 家屋番号取得業務サービス	分譲マンション家屋番号調査、所有者事項取得作業
- 法人電話帳データ	全国電話加入法人、約680万件の住所、郵便番号、電話番号の最新情報データ
- 法人ＦＡＸ番号	全国約３３４万件の事業所データ
- ３６５日コンテンツ	今日の節約術、家事・家庭の雑学、本日のペット画像など全18種のコンテンツ
- 医療施設データ	病院、診療所、歯科診療所などの施設データ
- 学校データ	全国の大学、短大、専門学校、高校、中学校、小学校、幼稚園、保育園のデータ
- 避難所データ	全国の避難所データベース
- 駅・駅出口データ	全国の駅と駅出口のデータ
- 路線図・駅構内図	全国の駅と駅出口のデータ
- QR翻訳シール	日本語から多言語への翻訳変換QRコードの発行サービス
- 助成金なう	助成金・補助金情報検索サービス
- 空き家なう	利活用目的の空き家に関する情報提供サービス